# (15017) Cuppy
(15017) Cuppy (1998 SS25) – planetoida z grupy pasa głównego asteroid okrążająca Słońce w ciągu 3,55 lat w średniej odległości 2,33 j.a. Została odkryta 22 września 1998 roku w programie LONEOS.
Albedo tego obiektu to 0,1, a jasność absolutna 15,1m. Na powierzchni tego ciała średnia temperatura wynosi ok. 182 K.